# Darla K. Anderson
Darla K. Anderson est une productrice américaine née à Glendale en Californie qui travaille pour les studios Disney. Elle est mariée avec la productrice américaine Kori Rae.

## Biographie
Elle produit le film Toy Story 3 en 2010.

## Filmographie

### Productrice
- 1998 : 1 001 Pattes
- 2001 : Monstres et Cie
- 2006 : Cars
- 2006 : Martin et la Lumière fantôme
- 2010 : Toy Story 3
- 2017 : Coco, Oscar du meilleur film d'animation

### Remerciements particuliers
- 1995 : Toy Story
- 2002 : La Nouvelle Voiture de Bob
- 2003 : Exploring the Reef
- 2009 : Là-haut
- 2011 : Vacances à Hawaï
- 2011 : Cars 2
- 2012 : Rebelle
- 2013 : Monstres Academy